# 6월 23일
6월 23일은 그레고리력으로 174번째(윤년일 경우 175번째) 날에 해당한다.

## 사건
- 1305년 - 프랑스와 플레밍 간에 아티쉬르오르주(Athis-sur-Orge)에서 평화 조약이 맺어졌다.
- 1314년 - 잉글랜드의 에드워드 2세와 스코틀랜드의 로버트 1세 간에 베녹번 전투가 벌어졌다. 이 전투에서 로버트 1세가 승리를 거두었다.
- 1532년 - 신성 로마 제국의 카를 5세에 대항하는 비밀 조약이 잉글랜드의 헨리 8세와 프랑스의 프랑소와 1세간에 맺어졌다.
- 1565년 - 오스만 제국 해군 제독이자 해적이었던 터굿 레이스가 몰타 공방전 중에 전사하다
- 1661년 - 잉글랜드의 찰스 2세와 포르투갈의 카타리나가 결혼하다.
- 1683년 - 윌리엄 펜이 펜실베이니아주의 레니 레나페 인디언과 우호 조약을 체결하다.
- 1713년 - 아카디아의 프랑스인 거주민들이 양국으로부터 영국에 충성을 맹세하거나 캐나다 노바스코샤주에서 떠나라는 요구를 받다.
- 1757년 - 플라시 전투. 로버트 클라이브가 지휘하는 3,000명의 영국군이 플라시에서 시라지 웃다울라(Siraj Ud Daulah)가 이끄는 강력한 50,000명의 인도군을 물리치다.
- 1758년 - 7년 전쟁: 크레펠트 전투. 영국군이 프랑스군을 독일의 크레펠트에서 이기다.
- 1760년 - 7년 전쟁: 란데슈트 전투. 오스트리아와 프로이센 간에 벌어진 전투. 오스트리아가 승리했다.
- 1794년 - 러시아 황제 예카테리나 2세가 유대인들에게 키에프 거주허가를 하다.
- 1865년 - 미국 남북전쟁: 오클라호마 준주의 토슨 요새에서 남부동맹의 스탠드 왜티 장군이 남군 부대 중 마지막으로 항복하다.
- 1888년 - 프레데릭 더글러스가 아프리카계 미국인으로서는 처음으로 공화당의 미국 대통령 선거 경선 후보로 지명되다.
- 1895년 - 조선의 지방제도를 23부로 개편하는 칙령(칙령 제98호)을 시행하다.
- 1940년 - 제2차 세계 대전: 나치 독일 아돌프 히틀러가 점령한 프랑스의 파리를 방문하다.
- 1941년 - 리투아니아 행동주의자 전선(Lithuanian Activist Front)이 소비에트 연방로부터 독립을 선포하다. 그러나 이 독립은 몇 주 후 독일군이 점령하면서 짧은 시간만 지속되었다.
- 1942년
  - 제2차 세계 대전: 아우슈비츠 강제 수용소 가스실에서 최초로 처형당할 첫 번째 유태인들이 파리에서 열차에 실리다.
  - 제2차 세계 대전: 나치 독일의 포케볼프 Fw-190이 웨일스에 실수로 착륙하여 연합군에 노획되다.
- 1945년 - 제2차 세계 대전: 일본군이 오키나와 주요 섬의 남쪽 마부니 지역에서 미국군에 대한 조직적 저항이 끝나다.
- 1958년 - 네덜란드 개혁 교회가 여성 성직자를 받아들이다.
- 1961년 - 남극조약이 발효되다.
- 1967년 - 냉전: 미국 대통령 린든 B. 존슨과 소비에트 연방 수상 알렉세이 코시긴이 뉴저지주 글래스보로에서 만나 글래스보로 정상 회담을 가지다.
- 1973년 - 박정희 대통령, 6·23 평화통일 외교정책 선언
- 1985년 - 테러리스트의 공격으로 인도항공 182편(영어판)이 섬 해안 근처에 추락, 탑승인원 329명 전원이 사망하다.
- 2016년 - 영국의 유럽연합 탈퇴의 여부를 결정하는 투표인 브렉시트가 거행되었다.

## 문화
- 1894년 - 피에르 드 쿠베르탱 남작의 주도로 국제 올림픽 위원회가 파리시의 소르본느에서 설립되다.
- 1989년 - 서울아산병원이 설립되었다.
- 1991년 - 소닉이 출시되다.
- 1995년 - 반구대 암각화 문화재 지정.
- 2004년 - 경남도립미술관이 개관하였다.
- 2005년 - 콘스탄티노폴리스 총대주교청의 한국 정교회 관할 50주년 기념 대영광식이 거행되었다.
- 2009년 - 대한민국에서 5만원권이 시중에 유통된다.
- 2010년 - 대한민국이 2010년 남아공 월드컵에서 16강에 올랐다.
- 2014년 - 미국 IT잡지 컴퓨터월드가 마지막 호를 끝으로 47년 만에 종이매체 발간을 중단하다.
- 2018년 - 호주 프로야구 팀 질롱코리아가 설립되었다.
- 2020년 - 백자 동화매국문 병이 국보에서 해제되다.

## 탄생
- 기원전 47년 - 이집트의 왕 프톨레마이오스 15세 파토르 필로메토르 카이사르. (~기원전 30년)
- 1534년 - 일본 센고쿠 시대의 무장 오다 노부나가. (~1582년)
- 1668년 - 이탈리아의 철학자 잠바티스타 비코. (~1744년)
- 1703년 - 폴란드의 루이 15세의 왕비 마리아 레슈친스카. (~1768년)
- 1707년 - 이치노세키번의 3대 번주 다무라 무라아키. (~1755년)
- 1763년 - 나폴레옹 1세의 황후 조제핀 드 보아르네. (~1814년)
- 1878년 - 대한민국의 독립운동가 김동삼. (~1937년)
- 1879년 - 이집트의 여성운동가 후다 샤아라위. (~1947년)
- 1894년
  - 영국의 국왕 에드워드 8세. (~1972년)
  - 미국의 동물학자 알프레드 킨제이. (~1956년)
- 1907년 - 영국의 경제학자, 연구원 제임스 미드. (~1995년)
- 1911년 - 영국 출신 미국의 광고인 데이비드 오길비. (~1999년)
- 1912년 - 영국의 수학자 앨런 튜링. (~1954년)
- 1918년 - 대한민국의 정치인 김두한. (~1972년)
- 1922년
  - 대한민국의 신학자 안병무. (~1996년)
  - 대한민국의 의학자, 교수 현봉학. (~2007년)
- 1931년
  - 대한민국의 요리연구가 한정혜. (~2022년)
  - 스웨덴의 정치인 올라 울스텐. (~2018년)
- 1936년 - 그리스의 정치인 코스타스 시미티스. (~2025년)
- 1937년 - 핀란드의 정치인 마르티 아티사리. (~2023년)
- 1940년 - 미국의 육상 선수 윌마 루돌프. (~1994년)
- 1943년
  - 미국의 전산학자 빈튼 서프.
  - 미국의 음악가 제임스 리바인. (~2021년)
- 1944년 - 스위스의 작가 파스칼 메르시어. (~2023년)
- 1947년 - 캐나다의 경제학자 스탠리 웡. (~2016년)
- 1949년 - 미국의 영화 제작자 로런 슐러 도너.
- 1955년 - 프랑스의 축구 선수 장 티가나.
- 1956년 - 대한민국의 기업인 최순실.
- 1957년
  - 대한민국의 현대미술 작가 박이소.
  - 미국의 배우 프랜시스 맥도먼드.
- 1959년
  - 대한민국의 아나운서 출신 정치인 한선교.
  - 대한민국의 정치인 이개호.
- 1961년 - 대한민국의 전직 정치인 이수봉.
- 1963년 - 중국의 소설가 류츠신.
- 1964년 - 대한민국의 의원 최용호
- 1966년
  - 대한민국의 가수 이정현.
  - 대한민국의 법조인 박준선.
  - 대한민국의 정치인 임미애.
- 1967년 - 일본의 가수, 배우 미나미노 요코.
- 1968년
  - 대한민국의 현 야구 코치, 전 야구 선수 송구홍.
  - 대한민국의 야구 심판, 전 야구 선수 강광회.
  - 대한민국의 싱어송라이터 겸 작곡가 오태호.
  - 대한민국의 기업가 이재용.
- 1969년 - 러시아의 유도 선수, 종합격투기 선수 스베틀라나 군다렌코.
- 1971년 - 대한민국의 정치인 유의동.
- 1972년
  - 대한민국의 가수 얀.
  - 프랑스의 전 축구 선수 지네딘 지단.
  - 미국의 배우 셀마 블레어.
  - 일본의 축구인 오이와 고.
- 1973년 - 대한민국의 전 축구 선수 이민성.
- 1974년
  - 대한민국의 TV조선 방송기자 엄성섭.
  - 대한민국의 희극인 김영철.
  - 대한민국의 가수 Ryu.
  - 오스트레일리아의 배우, 영화 감독 조엘 에저턴.
- 1975년 - 일본의 전 축구 선수 데라다 슈헤이.
- 1976년 - 프랑스의 축구 감독, 전 축구 선수 파트리크 비에라.
- 1977년
  - 미국의 가수 제이슨 므라즈.
  - 대한민국의 야구 선수 이경원.
- 1978년 - 대한민국의 전 루지 선수 겸 정치인 이용.
- 1979년 - 대한민국의 전 야구 선수 이경수.
- 1981년
  - 대한민국의 래퍼 디테오 (브라운 후드, 소울다이브).
  - 대한민국의 가수, 뮤지컬 배우 채동하.
- 1982년 - 대한민국의 가수, 뮤지컬 배우 이비.
- 1983년 - 대한민국의 기상캐스터 이호원.
- 1984년
  - 대한민국의 가수, 배우 조민아.
  - 영국의 가수 더피.
  - 우즈베키스탄의 테니스 선수 아크굴 아만무라도바.
- 1986년
  - 대한민국의 골프 선수 홍란.
  - 대한민국의 스턴트맨, 무술감독 김선웅.
  - 대한민국의 야구 선수 윤진호.
  - 이라크의 준군사 조직원 살완 모미카. (~2025년)
- 1987년
  - 대한민국의 배우 박예슬.
  - 잉글랜드의 배우 에드워드 홀크로프트.
  - 대한민국의 축구 선수 김동민.
  - 프랑스의 농구 선수 난도 드 콜로.
- 1988년 - 노르웨이의 축구 선수 이사벨 헬로브센.
- 1989년
  - 일본의 성우 타케타츠 아야나.
  - 스웨덴의 축구 선수 크리스토페르 노르드펠트.
  - 잉글랜드의 가수 로런 베넷.
- 1990년
  - 대한민국의 배우 임지연.
  - 대한민국의 야구 선수 고원준.
- 1992년
  - 세네갈의 축구 선수 남팔리스 멘디.
  - 일본의 축구 선수 히라이시 나오토.
- 1993년
  - 대한민국의 배우 송지수.
  - 대한민국의 축구 선수 김종국.
  - 오스트레일리아의 허들 선수, 모델 미셸 제너커.
- 1994년
  - 대한민국의 모델, 배우 정호연.
  - 태국의 가수 민트.
  - 대한민국의 전 리그 오브 레전드 프로게이머 갱맘.
- 1995년 - 대한민국의 연극배우 한지아.
- 1997년 - 대한민국의 크레이지싱 카트라이더 프로게이머 문호준.
- 1998년
  - 대한민국의 가수 신지훈.
  - 대한민국의 리그 오브 레전드 프로게이머 할로우.
- 2000년 - 대한민국의 배우 김현수.
- 2003년 - 대한민국의 배우 박한.
- 2004년
  - 일본의 배우, 가수 아시다 마나.
  - 러시아의 피겨 스케이팅 선수 알렉산드라 트루소바.
- 2006년 - 대한민국의 배우 이채미.

## 사망
- 79년 - 로마 제국의 제9대 황제 베스파시아누스. (9년~)
- 1582년 - 일본 센고쿠 시대의 무장 시미즈 무네하루. (1537년~)
- 1659년 - 조선의 제17대 국왕 효종. (1619년~)
- 1945년 - 일본제국의 군인 조 이사무. (1895년~)
- 1989년 - 독일의 법학자, 나치 친위대 장교 베르너 베스트. (1903년~)
- 1993년 - 독일의 천문학자 빌헬름 글리제. (1915년~)
- 1996년 - 그리스의 정치인 안드레아스 파판드레우. (1919년~)
- 2018년 - 대한민국의 정치인, 국무총리 김종필. (1926년~)
- 2019년 - 미국의 음악가 데이브 바솔로뮤. (1918년~)
- 2021년
  - 대한민국의 무술가 김윤상. (1934년~)
  - 미국의 프로그래머, 기업인 존 매커피. (1945년~)
- 2022년
  - 대한민국의 정치인 조순. (1928년~)
  - 독일의 영화배우 에른스트 야코비. (1933년~)
- 2023년
  - 대한민국의 역사학자 강만길. (1933년~)
  - 미국의 영화배우 마지아 딘. (1922년~)
  - 대한민국의 기자 이연제. (1996년~)
  - 대한민국의 정치인 최명헌. (1929년~)
  - 미국의 영화배우 프레더릭 포러스트. (1936년~)
- 2025년 - 이탈리아의 영화배우 레아 마사리. (1933년~)

## 기념일
- UN 공공행정의 날(United Nations Public Service Day)
- 국제 미망인의 날(International Widows Day)

## 같이 보기
- 전날: 6월 22일 다음날: 6월 24일 - 전달: 5월 23일 다음달: 7월 23일
- 음력: 6월 23일
- 모두 보기